# دنيا (فلم 1974)
دنيا هو فيلم مصري أُنتج عام 1974، من بطولة صلاح ذو الفقار، ومها صبري، ونيللي، ومحمود المليجي، وإخراج عبد المنعم شكري.

## قصة الفيلم
تقرر دنيا الزواج بالمعلم لكنها سريعًا ما تكتشف كونه عاجز جنسيًا، فيحن قلبها للموظف صادق وتحاول بكافة الطرق غرسه بحياتها وبالفعل تنجح في أن تجعله يصير وكيلًا للمعلم في محلاته، لكنها بعد فترة تصدم في كونه يعشق فتاة صغيرة تدعى رتيبة، لتنقلب الأحداث رأسًا على عقب.

## طاقم التمثيل

### بطولة
- صلاح ذو الفقار في دور (صادق)
- مها صبري في دور (دنيا)
- نيللي في دور (رتيبة)
- محمود المليجي في دور (المعلم)
- سعيد صالح في دور (رأفت)
- زوزو شكيب في دور (أم رتيبة)
- إسكندر منسي (مدير صادق في العمل)
- عبد السلام محمد في دور (حسونة)
- سيد زيان في دور (صبي المعلم)

### بالاشتراك مع
| - حافظ أمين - الطوخي توفيق - محمد شوقي - أحمد أبو عبية - فاطمة وجدي - حسن إسماعيل | - حسن مصطفى علي - عبد العظيم شعلان - جورج ميخائيل - صالح العويل - فاروق حنفي |

## أغاني الفيلم
- غناء: مها صبري
- تأليف عبد الوهاب محمد، وتلحين بليغ حمدي.[1]

## وصلات خارجية
- مقالات تستعمل روابط فنية بلا صلة مع ويكي بيانات
- دنيا على موقع الدهليز
- دنيا على موقع كاروهات